# Maya Lasker-Wallfisch
Marianne „Maya“ Lasker-Wallfisch (* 1958 in London, Ehename Maya Jacobs Lasker-Wallfisch) ist eine psychoanalytische Psychotherapeutin und Autorin.

## Leben und Werk
Maya Lasker-Wallfisch und ihr Bruder Raphael Wallfisch wurden in London in eine Musikerfamilie hineingeboren. Ihre Eltern, der Pianist Peter Wallfisch und die Cellistin Anita Lasker-Wallfisch, stammten beide aus Breslau und waren nach dem Zweiten Weltkrieg nach Großbritannien emigriert. Die Mutter, Anita Lasker-Wallfisch, die jüdisch-deutscher Herkunft war, hatte den Holocaust als Cellistin im Mädchenorchester von Auschwitz überlebt. Nach ihrer Ankunft in England wurde sie Mitbegründerin des English Chamber Orchestra. Maya Lasker-Wallfisch hat einen Sohn und eine Enkelin.
Nachdem sie zunächst mit Kindern gearbeitet hatte, wurde Maya Lasker-Wallfisch als psychoanalytische Psychotherapeutin für Erwachsene, Paare und Familien tätig. Ihr Schwerpunkt liegt auf der Behandlung von transgenerationalen Traumata. Sie betreut Patienten in Privatpraxen in London und Berlin.
In ihrem Buch Briefe nach Breslau setzt sich Maya Lasker-Wallfisch mit der Geschichte ihrer Familie und der transgenerationalen Übertragung von Traumata auseinander. Das Buch wurde unter anderem in Die Welt, Frankfurter Allgemeine Zeitung, Der Freitag, Deutschlandradio Kultur und Deutsche Welle rezensiert und vom Haus der Heimat des Landes Baden-Württemberg zum Buch des Monats gewählt.
Aus den Briefen gestaltete sie außerdem eine Bühnenpräsentation als szenische Lesung mit musikalischer Untermalung von Komponisten wie Ernest Bloch, Max Bruch und Maurice Ravel.
Mit Ich schreib euch aus Berlin erschien im Oktober 2022 eine Art Fortsetzung ihres ersten Buches.
Maya Lasker-Wallfisch hält Vorträge über die psychologischen und politischen Folgen der Nazi-Diktatur und setzt sich gemeinsam mit ihrer Mutter auf zahlreichen Gedenkveranstaltungen gegen Antisemitismus und für eine lebendige Erinnerungskultur ein.
Maya Lasker-Wallfisch lebt in London. Kürzlich habe sie die deutsche Staatsbürgerschaft erhalten und suche eine Wohnung in Berlin, schreibt sie am Ende ihres Buches Briefe nach Breslau.

## Werke
- Ich schreib euch aus Berlin. Übersetzt von Bernadette Conrad. Insel, Berlin 2022, ISBN 978-3-458-77489-1.
- mit Taylor Downing: Briefe nach Breslau. Meine Geschichte über drei Generationen. Aus dem Englischen von Marieke Heimburger. Insel, Berlin 2020, ISBN 978-3-458-17847-7 (Leseprobe).
- The Wounds of History. Reflections on Subjective and Clinical Practice. In: pm - perspektive mediation. Heft 4, 2016.

## Veranstaltungen
Am 7. Juli 2020 redete Maya Lasker-Wallfisch gemeinsam mit der Journalistin Sabine Bode im Literaturhaus München, moderiert von Elisabeth Ruge, über die Geschichte dreier Generationen im Spiegel der größten Katastrophe des 20. Jahrhunderts. Veranstalter waren die Stiftung Literaturhaus und das NS-Dokumentationszentrum München.